# Dasythorax simplex
Dasythorax simplex là một loài bướm đêm trong họ Noctuidae.